# Нас четверо
Нас четверо — радянський художній фільм 1971 року, знятий на кіностудії «Казахфільм».

## Сюжет
Одного разу влітку на березі Ризької затоки зустрілися четверо хлопців. Азамат приїхав з Казахстану. На латвійській землі пропав безвісти його дядько-партизан. Катя — ленінградка, а Арвід і Язеп — латиші. Мати Арвіда під час евакуації жила в Казахстані, дядько Язепа і його дід теж партизанили. Військове минуле зблизило хлопців. Похід по місцях партизанських боїв виявився для друзів нелегким, але вони дізналися багато нового для себе про події, що відбувалися в Латвії під час війни.

## У ролях
- Марат Ботабаєв — Азамат
- Лариса Ліханова — Катя
- Алфредс Віденіекс — дід
- Улдіс Думпіс — Озолс
- Роландс Загорскіс — «Довгий»
- Мартиньш Калниньш — Арвід
- Болат Калимбетов — «Зайчик»
- Віктор Рієпша — Язеп
- Расма Гарне — епізод
- Аусма Зіємеле — епізод

## Знімальна група
- Режисер — Шарип Бейсембаєв
- Сценаристи — Олександр Власов, Аркадій Млодик
- Оператор — Марат Дуганов
- Композитор — Анатолій Бичков
- Художник — Віктор Тихоненко